# Discographie de Miles Davis
La discographie de Miles Davis, trompettiste américain, bugliste, leader de groupe et compositeur, comprend principalement 67 albums studio, 57 albums live, 58 albums compilation, 15 coffrets et 3 bandes-son de film.

## Albums studio

### Labels Prestige, Blue Note et Debut (1945–1961)
Les premières apparitions de Davis sur albums remontent à ses participations dans les années 1940 en tant que membre du quintette du saxophoniste Charlie Parker. Davis a cependant commencé à enregistrer un peu plus tôt sous son propre nom, mais le label Prestige sort son premier album officiel, nommé Blue Period qu'en 1951. Il enregistre des albums studio sous ce label de 1951 à 1961 à l'exception de Blue Moods paru en 1955 sur le label Debut.
Les tout premiers enregistrements de Davis disponibles à ce jour datent de la période du 4 avril 1945 au 14 août 1947 et sont seulement publiés le 12 juillet 1990 par le label Savoy sur l'album First Miles. La raison provient du fait que ces enregistrements sont effectués avant les premiers enregistrements sur disque vinyle (LP introduits en 1948 par Columbia).
De 1949 à 1950, Davis enregistre 12 chansons avec le nonet Miles Davis Band, composé de lui-même (trompette), Mike Zwerin (trombone), Bill Barber (tuba), Junior Collins (cor d'harmonie), Gerry Mulligan (saxophone baryton), Lee Konitz (saxophone alto), John Lewis (piano), Al McKibbon (basse), Max Roach (batterie) et d'autres musiciens. Les séances d'enregistrements paraissent chez Capitol en 1957 sur un album très apprécié par la critique Birth of the Cool.
Il signe ensuite avec Columbia et fait paraître l'album 'Round About Midnight le 18 mars 1957. Les albums suivants ne sont pas classés dans les charts, jusqu'à ce que paraisse le 17 août 1959 l'album Kind of Blue récompensé par 4 disques de platine et devenu l'album jazz le plus vendu de tous les temps (même si les données sont contestés). L'album suivant intitulé Sketches of Spain reçoit un disque d'or. Avec la sortie de Miles in the Sky, Davis abandonne à la fois ses styles précédents le hard bop et le cool jazz, pour adopter le jazz fusion et l'avant-garde jazz. Durant cette époque, également qualifiée de Electric Miles, il sort l'album studio Bitches Brew qui est également récompensé disque de platine.
Entre 1981 et 1991, Davis fait paraître ses albums sur les labels Columbia et Warner Bros. Ces enregistrements associent de la musique jazz avec de la musique pop, davantage en accord avec la tendance dominante. Il termine sa carrière musicale avec Doo-Bop son dernier album studio, dans lequel il réunit d'une manière expérimentale la musique jazz et le hip-hop mais il avait déjà eu cette approche précédemment, notamment sur On the Corner (1972),.
| Enregistrement | Nom de l'album                                | Label           | Notes                                | Ref.     |
| -------------- | --------------------------------------------- | --------------- | ------------------------------------ | -------- |
| 1951           | Blue Period                                   | Victor PRLP 140 | Format LP.                           | [ a 1 ]  |
| 1951           | Dig                                           | Prestige 7012   | Format LP.                           | [ a 2 ]  |
| 1951-53        | Miles Davis and Horns                         | Prestige 7025   | Format LP.                           | [ a 3 ]  |
| 1953-54        | Blue Haze                                     | Prestige 7054   | Format LP.                           | [ a 4 ]  |
| 1954           | Walkin'                                       | Prestige 7076   | Format LP.                           | [ a 5 ]  |
| 1954           | Miles Davis and the Modern Jazz Giants        | Prestige 7150   | Format LP.                           | [ a 6 ]  |
| 1954           | Bags' Groove                                  | Prestige 7109   | Album au format LP paru en 1957.     | [ a 7 ]  |
| 1955           | The Musings of Miles                          | Prestige 7007   | Format LP.                           | [ a 8 ]  |
| 1955           | Blue Moods                                    | Debut 120       | Format LP.                           | [ a 9 ]  |
| 1955           | Miles Davis Quintet / Sextet and Milt Jackson | Prestige 7034   | Format LP.                           | [ a 10 ] |
| 1955           | The New Miles Davis Quintet                   | Prestige 7014   | Format LP.                           | [ a 11 ] |
| 1956           | Cookin' with the Miles Davis Quintet          | Prestige 7094   | Album au format LP paru en 1957.     | [ a 12 ] |
| 1956           | Relaxin' with the Miles Davis Quintet         | Prestige 7129   | Album au format LP paru en 1958.     | [ a 13 ] |
| 1956           | Workin' with the Miles Davis Quintet          | Prestige 7166   | Album au format LP paru en 1959.     | [ a 14 ] |
| 1956           | Steamin' with the Miles Davis Quintet         | Prestige 7200   | Album au format LP paru en mai 1961. | [ a 15 ] |
| 1953-56        | Collectors' Items                             | Prestige 7044   | Album au format LP paru en 1957.     | [ a 16 ] |

### Label Columbia (1955–1975)
| Enregistrement | Nom de l'album              | Label               | Notes | Ref.     |
| -------------- | --------------------------- | ------------------- | --- | -------- |
| 1955-56        | 'Round About Midnight       | Columbia CL 949     | Format LP paru en 1957. | [ a 17 ] |
| 1957           | Miles Ahead                 | Columbia CL 1041    | Format LP. | [ a 18 ] |
| 1958           | Milestones                  | Columbia CL 1193    | Format LP. | [ a 19 ] |
| 1958           | Porgy and Bess              | Columbia CL 1274    | Format LP. | [ a 20 ] |
| 1958           | 1958 Miles                  | CBS/Sony SONP 50201 | Format LP. | [ a 21 ] |
| 1959           | Kind of Blue                | Columbia CL 1355    | Format LP. | [ a 22 ] |
| 1960           | Sketches of Spain           | Columbia CL 1480    | Format LP paru en 1960. Grammy Awards pour Gil Evans et Miles Davis dans la catégorie Best Original Jazz Composition pour l'album (version avec bonus). | [ a 23 ] |
| 1961           | Someday My Prince Will Come | Columbia CL 1656    | Format LP. | [ a 24 ] |
| 1962-63        | Quiet Nights                | Columbia CL 2106    | Format LP. | [ a 25 ] |
| 1963           | Seven Steps to Heaven       | Columbia CL 2051    | Format LP. | [ a 26 ] |
| 1965           | ESP                         | Columbia CL 2350    | Format LP. | [ a 27 ] |
| 1966           | Miles Smiles                | Columbia CL 2601    | Format LP paru en 1967. | [ a 28 ] |
| 1962-67        | Sorcerer                    | Columbia CL 2732    | Format LP. | [ a 29 ] |
| 1967           | Nefertiti                   | Columbia CS 9594    | Format LP paru en 1968. | [ a 30 ] |
| 1967-68        | Water Babies                | Columbia PC 34396   | Format LP paru en 1976. | [ a 31 ] |
| 1968           | Miles in the Sky            | Columbia CS 9628    | Format LP. | [ a 32 ] |
| 1968           | Filles de Kilimanjaro       | Columbia CS 9750    | Format LP paru en 1969. | [ a 33 ] |
| 1969           | In a Silent Way             | Columbia CS 9875    | Format LP. | [ a 34 ] |
| 1969-70        | Bitches Brew                | Columbia GP 26      | Format LP. Grammy Awards pour Miles Davis dans la catégorie Best Large Jazz Ensemble Performance pour l'album.                                          | [ a 35 ] |
| 1970           | Live-Evil                   | Columbia G 30954    | Format LP paru en 1971. | [ a 36 ] |
| 1971           | A Tribute to Jack Johnson   | Columbia S 30455    | Format LP. | [ a 37 ] |
| 1972           | On the Corner               | Columbia KC 31096   | Format LP. | [ a 38 ] |
| 1969-72        | Big Fun                     | Columbia PC 32866   | Format LP paru en 1974. | [ a 39 ] |
| 1970-74        | Get Up with It              | CBS/Sony SOPJ 90/1  | Format LP paru en 1974. | [ a 40 ] |

### Labels Columbia et Warner Bros. (1981–1991)
| Enregistrement | Nom de l'album        | Label                     | Notes | Ref.     |
| -------------- | --------------------- | ------------------------- | --- | -------- |
| 1980-81        | The Man with the Horn | Columbia FC 36790         | Format LP. | [ a 41 ] |
| 1982-83        | Star People           | Columbia FC 38657         | Format LP. | [ a 42 ] |
| 1983           | Decoy                 | Columbia FC 38991         | Format LP paru en 1984. | [ a 43 ] |
| 1984-85        | You're Under Arrest   | Columbia FC 40023         | Format LP. | [ a 44 ] |
| 1985           | Aura                  | Columbia Legacy C2X 45332 | Format CD paru en 1989. Miles Davis remporte 2 Grammy Awards (catégorie Best Jazz Instrumental Performance, Soloist, Best Large Jazz Ensemble Performance).                    | [ a 45 ] |
| 1986           | Tutu                  | Warner Brothers           | Format LP, CD. L'album remporte 2 Grammy Awards l'un pour Miles Davis (catégorie Best Jazz Instrumental Performance, Soloist), l'autre pour Eiko Ishioka (Best Album Package). |          |
| 1988-89        | Amandla               | Warner Bros               | Format LP, CD. |          |
| 1991           | Doo-Bop               | Warner Bros               | Format CD paru en 1992. Grammy Awards (catégorie Best R&B Instrumental Performance (orchestra,group or soloist)).                                                              |          |

## Albums live
| Enregistrement | Nom de l'album                          | Label                       | Notes | Ref.     |
| -------------- | --------------------------------------- | --------------------------- | --- | -------- |
| 1951           | Birdland 1951                           | Blue Note B2-41779          | Format CD paru en 2004. | [ a 46 ] |
| 1957           | Amsterdam Concert                       | Celluloid 668 232           | Format CD. |          |
| 1958           | Jazz at the Plaza                       | Columbia PC 32479           | Format LP. | [ a 47 ] |
| 1958           | at Newport 1958                         | Columbia CK 85202           | Format CD. | [ a 48 ] |
| 1960           | Copenhagen 1960                         | Royal Jazz RJCD 501         | Format LP. |          |
| 1960           | Live in Zurich 1960                     | Jazz Unlimited              | Format LP. |          |
| 1960           | Free Trade Hall 1960                    | Magnetic MRCD 102/3         | Format CD. |          |
| 1961           | Friday Nights at the Blackhawk          | Columbia CL 1669            | Format LP. |          |
| 1961           | Saturday Nights at the Blackhawk        | Columbia CL 1670            | Format LP. |          |
| 1961           | At Carnegie Hall                        | Columbia CL 1812            | Format LP. |          |
| 1961           | More from Carnegie Hall                 | Columbia CJ 40609           | Format LP. | [ a 49 ] |
| 1963           | Live in St. Louis and Paris             | Golden Age of Jazz JZCD 371 | Format LP. | [ a 50 ] |
| 1963           | Miles Davis in Europe                   | Columbia CL 2183            | Format LP paru en 1964. | [ a 51 ] |
| 1963           | Live at the 1963 Monterey Jazz Festival | MJFR-30310                  | Format CD. |          |
| 1964           | Miles in Berlin                         | CBS/Sony SONP 50127         | Format LP paru en 1965. | [ a 52 ] |
| 1964           | My Funny Valentine                      | Columbia CL 2306            | Format LP paru en 1965. | [ a 53 ] |
| 1964           | Four and More                           | Columbia CL 2453            | Format LP paru en 1966. | [ a 54 ] |
| 1964           | Miles in Tokyo                          | CBS/Sony SONX 60064         | Format LP paru en 1969. | [ a 55 ] |
| 1965           | At Plugged Nickel                       | CBS/Sony 18AP 2067          | Format LP. | [ a 56 ] |
| 1967           | His Greatest Concert Ever               | Jazzman JM 11742            | Format CD. |          |
| 1969           | 1969 Miles: Festiva de Juan Pins        | Sony SRCS 6843              | Format CD. Le 25 juillet au festival de Juan-les-Pins.                                                                             |          |
| 1970           | Live at the Fillmore East               | Columbia Legacy C2K 85191   | Format CD. | [ a 57 ] |
| 1970           | Black Beauty: Live at the Fillmore West | CBS/Sony SOPJ 39/40         | Format LP. Paru en 1973 au Japon, en 1997 aux États-Unis.                                                                          |          |
| 1970           | The Cellar Door Sessions                | Columbia Legacy C6K 93614   | Format CD. Paru sur 6 CD en 2005 des concerts de décembre au club The Cellar Door à Washington.                                    |          |
| 1971           | Miles in Sweden                         | Miles MD-1                  | Format LP. | [ a 58 ] |
| 1972           | Miles Davis in Concert                  | Columbia KC 32092           | Format LP. | [ a 59 ] |
| 1974           | Dark Magus                              | CBS/Sony 28AP 2165/6        | Format LP. Enregistré au Carnegie Hall à New York le 30 mars et paru en 1977 au Japon, en 1997 aux États-Unis.                     | [ a 60 ] |
| 1975           | Pangaea                                 | CBS/Sony SOPZ 96/7          | Format LP. | [ a 61 ] |
| 1975           | Agharta                                 | CBS/Sony SOPJ 92/3          | Format LP. | [ a 62 ] |
| 1981           | We Want Miles                           | Columbia C2 38005           | Format LP paru en 1982. Grammy Awards pour Miles Davis dans la catégorie Best Jazz Instrumental Performance, Soloist pour l'album. | [ a 63 ] |
| 1981           | Miles! Miles! Miles!                    | Sony SRCS 6513/4            | Format CD, paru au Japon en 1993. Concert du 4 octobre à Tokyo.                                                                    |          |
| 1990           | Sing in Singen                          | Regency REG 027             | Format CD. | [ a 64 ] |
| 1991           | Miles & Quincy: Live At Montreux        | Warner Bros.                | Grammy Awards pour Miles Davis et Quincy Jones dans la catégorie Best Large Jazz Ensemble Performance pour l'album.                |          |
| 1991           | Merci Miles! Live at Vienne             | Rhino                       | Format 2 LP / 2 CD - Sortie en juin 2021 - Concert enregistré le 1er juillet 1991 à Jazz à Vienne.                                 |          |

## Musiques de film
| Enregistrement | Nom de l'album            | Label                | Notes                                                                       | Ref.    |
| -------------- | ------------------------- | -------------------- | --------------------------------------------------------------------------- | ------- |
| 1957           | Ascenseur pour l'échafaud | Fontana 460.603 ME   | Format LP.                                                                  | [ b 1 ] |
| 1987           | Siesta                    | Warner Bros. 25655   | Enregistré au Sigma Sound Studio (New York) et au Amigos Studio à Hollywood | [ b 2 ] |
| 1990           | Dingo                     | Warner Bros. 26438-2 | Paru en 1991 et enregistré au Crystal Studios (Los Angeles).                | [ b 3 ] |

## Coffrets
| Sortie | Nom de l'album                                                         | Label                 | Notes                                                                               | Ref.    |
| ------ | ---------------------------------------------------------------------- | --------------------- | ----------------------------------------------------------------------------------- | ------- |
| 1988   | Chronicle: The Complete Prestige Recordings 1951–1956                  | Prestige              | Compilation d'enregistrements entre 1951 et 1956 sur 8 CD.                          |         |
| 1988   | The Columbia Years 1955–1985                                           | Columbia Records      | Compilation d'enregistrements entre 1955 et 1985 sur 4 CD.                          |         |
| 1995   | The Complete Live at the Plugged Nickel 1965                           | Legacy                | Enregistrements du concert au club Plugged Nickel à Chicago le 22-23 décembre 1965. |         |
| 1996   | Miles Davis & Gil Evans: The Complete Columbia Studio Recordings       | Columbia/Legacy       | Réédité en 2004. Enregistrements de mai 1957 à février 1968.                        |         |
| 1998   | The Complete Studio Recordings of The Miles Davis Quintet 1965–1968    | Columbia              | Enregistrements de 1965 à 1968.                                                     | [ b 4 ] |
| 1998   | The Complete Bitches Brew Sessions                                     | Columbia              | Enregistrements du 19 août 1969 au 6 février 1970.                                  | [ b 5 ] |
| 2000   | The Complete Columbia Recordings of Miles Davis with John Coltrane     | Columbia              | Réédité en 2004. Enregistrements du 26 octobre 1955 au 21 mars 1961.                | [ b 6 ] |
| 2001   | The Complete In a Silent Way Sessions                                  | Columbia              | Enregistrements du 24 septembre 1968 au 20 février 1969.                            | [ b 7 ] |
| 2003   | The Complete Jack Johnson Sessions                                     | Columbia              | Enregistrements du 19 novembre 1969 au 4 juin 1970.                                 |         |
| 2003   | In Person Friday and Saturday Nights at the Blackhawk, Complete        | Sony                  | Aussi nommé The Complete Blackhawk. Enregistrements du 21-22 avril 1961.            | [ b 8 ] |
| 2004   | Seven Steps: The Complete Columbia Recordings of Miles Davis 1963-1964 | Columbia/Legacy       | Les deux années sur 7 CD.                                                           |         |
| 2004   | The Cellar Door Sessions                                               | Columbia/Legacy       | Concert qui s'est déroulé du 16-19 décembre 1970 sur 6 CD.                          |         |
| 2006   | Great Sessions                                                         | Blue Note             |                                                                                     |         |
| 2006   | The Legendary Prestige Quintet Sessions                                | Prestige 4PRCD 4444-2 | Enregistrements du 16 novembre 1955 au 8 décembre 1956 sur 4 CD                     | [ b 9 ] |
| 2007   | The Complete On the Corner Sessions                                    | Columbia              | 6 CD.                                                                               |         |
| 2009   | Miles Davis: The Complete Columbia Album Collection                    | Sony Legacy           | Toutes les parutions officielles sur le label Columbia (70 CD et 1 DVD).            |         |

## Collaborations
Principales collaborations de Miles Davis (hors compilations).
| Enregistrement | Leader              | Nom de l'album                             | Notes                        | Ref. |
| -------------- | ------------------- | ------------------------------------------ | ---------------------------- | ---- |
| 1949           | Serge Chaloff       | Carnegie Hall, N.Y.C., December 25, 1949   | Album live                   |      |
| 1950           | Charlie Parker      | Carnegie Hall X-Mas '49                    | Album live                   | .    |
| 1951           | Lee Konitz          | The New Sounds                             | Album live. Prestige LP 116. | .    |
| 1953           | Sonny Rollins       | Sonny Rollins with the Modern Jazz Quartet | Au piano sur un morceau.     |      |
| 1958           | Charlie Parker      | Bird on 52nd St.                           | Album live.                  | .    |
| 1958           | Michel Legrand      | Legrand Jazz                               | Album studio.                | .    |
| 1958           | Cannonball Adderley | Somethin' Else                             | Album studio.                | .    |

## Vidéos
| Sortie | Nom de la vidéo                          | Production                  | Notes                                                        | Ref. |
| ------ | ---------------------------------------- | --------------------------- | ------------------------------------------------------------ | ---- |
| 1959   | The Sound of Miles Davis                 | Jack Smight                 | Miles Davis, Paul Chambers et Jimmy Cobb                     |      |
| 1985   | Miles Davis: Live In Montreal            |                             |                                                              |      |
| 1987   | Live in Germany 1987                     | Eagle Rock Entertainment    | 98 minutes                                                   | .    |
| 1990   | Miles in Paris                           | Warner Music Vision 71550-2 | ~78 minutes.                                                 | .    |
| 2000   | Live from the Montreal Jazz Festival     |                             | Miles Davis en 1985 avec Bob Berg et Robert Irving III       |      |
| 2004   | Miles Electric: A Different Kind of Blue | Eagle Rock Entertainment    | Au concert de Isle of Wight Festival, août 1970 (83 minutes) | .    |
| 2004   | The Cool Jazz Sound                      |                             | Enregistré en 1959                                           | .    |

### Sources principales
- (en) "Miles Davis Collector's Guides & Discographies" - The Jazz Discography Project sur jazzdisco.org.
- (en) Peter Losin, « Miles Ahead - A Miles Davis Discography », sur plosin.com.
- (en) Julian Cope, Miles Davis on the One - Julian Cope reviews the albums from 1974-75
- (en) Miles Davis at The Music Box - An extensive collection of album and box set reviews